# Eizôken !! Pas touche à nos animés !
Eizôken !! Pas touche à nos animés ! (映像研には手を出すな！, Eizōken ni wa te o dasu na!), également connu sous le titre Keep Your Hands Off Eizouken!, est un seinen manga écrit et illustré par Sumito Ōwara. Il est prépublié depuis juillet 2016 dans le magazine Monthly Big Comic Spirits de l'éditeur Shōgakukan, et est compilé en volumes reliés avec un premier volume sorti le 12 janvier 2017. La version française est publiée par nobi nobi ! dans la collection « Genki » avec un premier volume sorti le 6 septembre 2023.
Une série d'animation télévisée de 12 épisodes produite par le studio Science SARU et réalisée par Masaaki Yuasa est diffusée entre le 5 janvier et le 22 mars 2020. Un drama japonais de 6 épisodes est diffusé du 5 avril au 10 mai 2020. Un film en prise de vues réelles prévu pour le 15 mai 2020 sort finalement le 25 septembre 2020 en raison de la pandémie de Covid-19.

## Synopsis
Midori Asakusa est une jeune fille dont le rêve est de créer un anime, mais elle n'ose pas se lancer toute seule. Elle est amie avec Sayaka Kanamori, une fille de sa classe qui n'a aucun intérêt dans la réalisation d'un anime mais qui veut gagner de l'argent. Un jour, le duo rencontre une jeune mannequin célèbre, Tsubame Mizusaki, qui rêve de devenir animatrice. Ensemble, le trio fonde le club Eizouken afin de réaliser leur rêve...

## Personnage
Midori Asakusa (浅草みどり, Asakusa Midori)
Voix japonaise : Sairi Itō
Interprété par : Asuka Saitō
Une élève de seconde au lycée Shibama qui adore les animes. Pleine de curiosité et d'imagination, elle passe son temps à s'inspirer de ce qui l'entoure pour créer différents design dans son carnet de dessin. Peu sociale, elle côtoie uniquement Sayaka Kanamori jusqu'à sa rencontre avec Tsubame Mizusaki. Après la création du club Eizouken, elle prend le rôle de réalisatrice.
Sayaka Kanamori (金森さやか, Kanamori Sayaka)
Voix japonaise : Mutsumi Tamura
Interprété par: Minami Umezawa
La première amie de Midori. Bien qu'elle ne soit pas intéressée par les animes, elle commence à s'intéresser à Midori puis à traîner avec elle. Elle est toujours intéressée à l'idée de se faire de l'argent, et voit rapidement l'intérêt de créer un anime en utilisant le talent de Midori et la renommée de Tsubame. Il s'agit de la plus réaliste du groupe et elle doit régulièrement calmer l'imagination débordante de ses camarades pour garantir la réussite de leurs projets. Elle prend le rôle de productrice et utilise ses talents pour négocier avec l'école ou le bureau des élèves.
Tsubame Mizusaki (水崎ツバメ, Mizusaki Tsubame)
Voix japonaise : Misato Matsuoka
Interprété par: Mizuki Yamashita
Une jeune mannequin très connue. Elle rêve de devenir animatrice malgré l’avis de ses deux parents qui veulent en faire une actrice. Elle rencontre par hasard Sayaka et Midori en fuyant ses gardes du corps qui ont pour mission de l'empêcher de rejoindre le club d'animation. Pour contourner cette interdiction, le trio fonde le club Eizouken. Particulièrement douée pour capturer le mouvement des personnages, elle devient l'animatrice du club.
Parker Dōmeki (百目鬼・パーカー, Dōmeki Pākā)
Voix japonaise : Yumiri Hanamori
Interprété par: Hiyori Sakurada
Seule membre du club audio. Elle est approchée par les membres de Eizouken qui souhaitent profiter du nombre très important de pistes audio possédées par le club. Menacée par le conseil des élèves qui souhaite récupérer une partie des salles de stockage, elle accepte de devenir la consultante audio de Eizouken à condition qu'elle puisse utiliser leur entrepôt comme lieu de stockage.
Sowande Sakaki (さかき・ソワンデ, Sakaki Sowande)
Voix japonaise : Mikako Komatsu
Interprété par: Ema Grace
Il s'agit de la secrétaire du conseil des élèves. Elle est très influente sur le conseil et apporte régulièrement son soutien aux activités d'Eizouken.
Mr. Fujimoto (藤本先生, Fujimoto-sensei)
Voix japonaise : Kazuhiko Inoue
Il s'agit du professeur référent du club Eizouken. Il est connu pour sa moustache historique. Il donne rarement des directions au membres du club, et les laisse choisir leur voie. Il aime jouer aux jeux vidéo durant son temps libre.
Robot Club Ono (ロボ研小野, Robo-ken Ono)
Voix japonaise : Yūki Ono
Interprété par: Mizuki Itagaki
Robot Club Kobayashi (ロボ研小林, Robo-ken Kobayashi)
Voix japonaise : Yūsuke Kobayashi
Interprété par: Eiji Akaso
Robot Club Gotō (ロボ研後藤, Robo-ken Gotō)
Voix japonaise : Ryūnosuke Watanuki
Robot Club Seki (ロボ研関, Robo-ken Seki)
Voix japonaise : Shiori Izawa

## Media

### Manga
Eizôken !! Pas touche à nos animés ! est écrit et illustré par Sumito Ōwara. La série est publiée dans le magazine Monthly Big Comic Spirits de l'éditeur Shōgakukan depuis le 27 juillet 2016. Les chapitres ont depuis été compilés en plusieurs tomes depuis le 12 janvier 2017. À la date du 12 décembre 2024, neuf volumes ont été publiés au Japon.
La version française est publiée par nobi nobi ! dans la collection « Genki » avec un premier volume sorti le 6 septembre 2023.

#### Liste des volumes
| no | Japonais          | Japonais          | Français         | Français          |
| no | Date de sortie    | ISBN              | Date de sortie   | ISBN              |
| -- | ----------------- | ----------------- | ---------------- | ----------------- |
| 1  | 12 janvier 2017   | 978-4-09-189296-6 | 6 septembre 2023 | 978-2-37349-759-5 |
| 2  | 12 septembre 2017 | 978-4-09-189636-0 | 6 décembre 2023  | 978-2-37349-760-1 |
| 3  | 12 juin 2018      | 978-4-09-189887-6 | 3 avril 2024     | 978-2-37349-761-8 |
| 4  | 10 mai 2019       | 978-4-09-860241-4 | 28 août 2024     | 978-2-37349-762-5 |
| 5  | 30 janvier 2020   | 978-4-09-860531-6 | 2 avril 2025     | 978-2-37349-763-2 |
| 6  | 12 octobre 2021   | 978-4-09-861156-0 |                  |                   |
| 7  | 12 juillet 2022   | 978-4-09-861330-4 |                  |                   |
| 8  | 12 juillet 2023   | 978-4-09-861739-5 |                  |                   |
| 9  | 12 décembre 2024  | 978-4-09-863082-0 |                  |                   |

### Anime

Logo original de la série.

Une série d'animation télévisée est annoncée le 7 mai 2019. Produite par Shōgakukan et Warner Bros. Japan, la série est réalisée par Masaaki Yuasa, qui est également chargé du script, au studio Science Saru. Naoyuki Asano est le character designer, tandis que Oorutaichi est le compositeur de la bande originale. Les douze épisodes de la série sont diffusés au Japon sur NHK General TV entre le 5 janvier 2020 et le 23 mars 2020,,,, et en streaming dans les pays francophones sur Crunchyroll. L'opening intitulé Easy Breezy est interprété par chelmico, tandis que l'ending intitulé Namae no nai ao (名前のない青) est interprété par Kami-sama, boku wa kizuite shimatta (神様、僕気づいてしまった).

#### Liste des épisodes
| No | Titre en français                          | Titre original                                              | Date de 1re diffusion |
| -- | ------------------------------------------ | ----------------------------------------------------------- | --------------------- |
| 1  | Le monde suprême !                         | 最強の世界！ Saikyō no sekai!                               | 5 janvier 2020        |
| 2  | Le club de vidéo est né !                  | 映像研、爆誕す！ Eizōken, bakutansu!                        | 12 janvier 2020       |
| 3  | Donnez les résultats !                     | 実績を打ち立てろ！ Jisseki wo uchitatero!                   | 19 janvier 2020       |
| 4  | Agrippe ta machette !                      | そのマチェットを強く握れ！ Sono Machetto wo tsuyoku nigire! | 26 janvier 2020       |
| 5  | Un géant de fer apparaît !                 | 鉄巨人あらわる！ Tetsukyojin Arawaru!                       | 2 février 2020        |
| 6  | Il faut faire mieux que la dernière fois ! | 前作より進歩するべし！ Zensaku yori Shinposuru-beshi!       | 9 février 2020        |
| 7  | Je me sauverai moi-même !                  | 私は私を救うんだ！ Watashi wa Watashi wo Sukuunda!          | 16 février 2020       |
| 8  | La Grande Fête de Shibahama                | 大芝浜祭！ Dai-Shibahama-sai                                | 23 février 2020       |
| 9  | Objectif Comet-A                           | コメットＡを目指せ！ Kometto A o Mezase!                    | 1er mars 2020         |
| 10 | Conflit avec un monde à part !             | 独自世界の対立！ Dokuji Sekai no Tairitsu!                  | 8 mars 2020           |
| 11 | L’existence de chacun                      | それぞれの存在！ Sorezore no Sanzai!                        | 15 mars 2020          |
| 12 | La Bataille de Shibahama contre les ovnis  | 芝浜ＵＦＯ大戦！ Shibahama Yūfō Taisen!                     | 22 mars 2020          |

### Film
Un film en prise de vue réelle est annoncé le 15 octobre 2019. Le film est réalisé par Tsutomu Hanabusa, avec à l'affiche le groupe d'idole Nogizaka46. Il devait sortir le 15 mai 2020 mais est repoussé au 25 septembre 2020 à cause de la pandémie de Covid-19.

### Drama
Le 17 février 2020, 6 épisodes d'une mini-série télévisée sont annoncés avec la même distribution et le même personnel que le film. La série a débuté le 5 avril sur MBS.

## Réception
Après la sortie de l'anime en janvier 2020, le manga atteint les 500 000 exemplaires en circulation.
La série de manga est nommée au 11e grand prix du manga en 2018. La série est 15e rang de la liste des meilleurs manga de 2018 pour les lecteurs masculins réalisées par Kono Manga ga Sugoi!.
En 2020, la série d'animation remporte l'un des 4 Galaxy Awards (en) du mois de mars.
La série d'animation remporte le Prix de l'animation de l'année dans la catégorie « télévision » au Tokyo Anime Awards Festival (en) de 2021,.

### Œuvres
Édition japonaise
Keep Your Hands Off Eizouken! Manga
1. 1 2 3  (ja) « 映像研には手を出すな！ 9 », sur Shōgakukan (consulté le 21 janvier 2025)
2. 1 2  (ja) « 映像研には手を出すな！ 1 », sur Shōgakukan (consulté le 2 janvier 2022)
3. 1 2  (ja) « 映像研には手を出すな！ 2 », sur Shōgakukan (consulté le 2 janvier 2022)
4. 1 2  (ja) « 映像研には手を出すな！ 3 », sur Shōgakukan (consulté le 2 janvier 2022)
5. 1 2  (ja) « 映像研には手を出すな！ 4 », sur Shōgakukan (consulté le 2 janvier 2022)
6. 1 2  (ja) « 映像研には手を出すな！ 5 », sur Shōgakukan (consulté le 2 janvier 2022)
7. 1 2  (ja) « 映像研には手を出すな！ 6 », sur Shōgakukan (consulté le 2 janvier 2022)
8. 1 2  (ja) « 映像研には手を出すな！ 7 », sur Shōgakukan (consulté le 13 juillet 2022)
9. 1 2  (ja) « 映像研には手を出すな！ 8 », sur Shōgakukan (consulté le 2 octobre 2023)